# Ducula pickeringii
O pombo-imperial-cinzento Ducula pickeringii é uma espécie de ave da família Columbidae.
Pode ser encontrada nos seguintes países: Brunei, Indonésia, Malásia e Filipinas. Os seus habitats naturais são: florestas subtropicais ou tropicais húmidas de baixa altitude e plantações. Está ameaçada por perda de habitat.